# Beatrice Chepkoech
Beatrice Chepkoech Sitonik (Bomet, 6 de julho de 1991) é uma atleta queniana de meio-fundo e fundo especializada nos 3 000 metros com obstáculos. É a atual recordista mundial da modalidade.

## Carreira
Iniciou no atletismo em provas de rua, participando internacionalmente de várias corridas na Holanda e na Alemanha. Em 2015 passou para as pistas disputando os 1500 metros, prova na qual conseguiu a medalha de bronze nos Jogos Pan-Africanos daquele ano. No fim do ano trocou esta distância pelos 3.000 steeplechase, disputando a Diamond League nesta modalidade, chegando ao quinto lugar do ranking no meio do ano seguinte. Disputou a prova na Rio 2016 ficando em quarto lugar com o tempo de  9:16.05. Em abril de 2018 retornou aos 1 500 m conquistando a medalha de bronze da distância nos Jogos da Commonwealth na Austrália.
Em 20 de julho de 2018, durante a disputa da etapa de Mônaco da  Diamond League, Chepkoech quebrou o recorde mundial dos 3 000 m c/ obstáculos com o tempo de 8:44.32, diminuindo em mais de oito segundos o recorde anterior da campeã olímpica Ruth Jebet, do Bahrein, tornando-se a primeira queniana a obter o recorde nesta prova feminina que era dominada há décadas pelo Quênia no masculino.  Em setembro de 2019 ela conquistou seu primeiro título global ao vencer a prova no Campeonato Mundial de Atletismo em Doha, no Qatar, estabelecendo novo recorde para o campeonato mundial, 8:57.84. Em 2018 e 2019 ela foi a campeã da prova na Diamond League.
Sem competir no Mundial de Eugene 2022 devido a uma lesão, ela retornou em Budapeste 2023 e conquistou a medalha de prata. Em setembro, na final da Diamond League em Eugene, Estados Unidos, fez a terceira melhor marca da história – 8:51.67 – mesmo sendo derrotada pela barenita Winfred Yavi, que fez a segunda, as duas marcas abaixo apenas de seu próprio recorde mundial.